# Zdrojek (roślina)

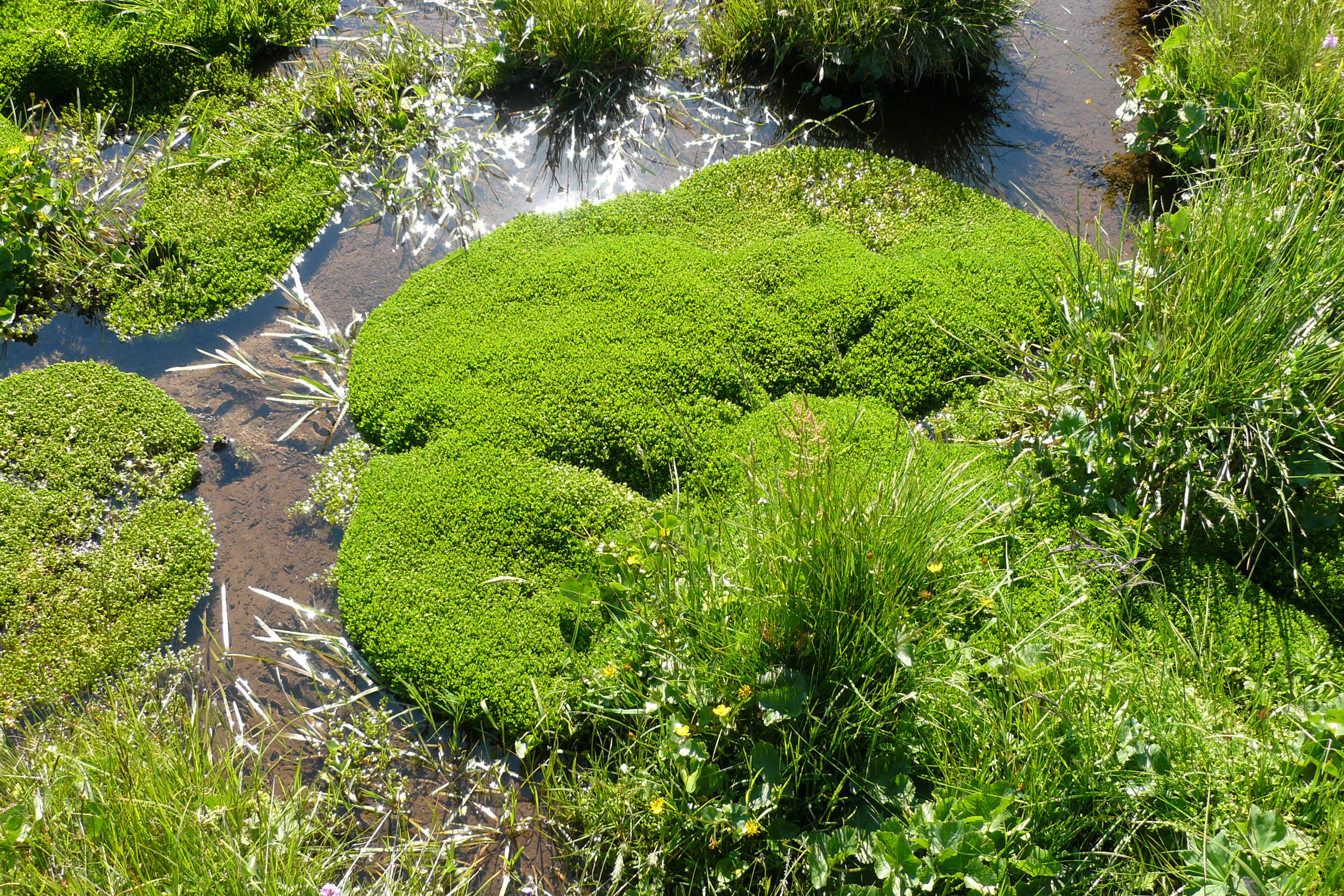
Zdrojek błyszczący

Zdrojek (Montia L.) – rodzaj roślin jednorocznych, dwuletnich lub wieloletnich z rodziny zdrojkowatych (Montiaceae). Liczy 20 gatunków. Rośliny te występują na różnych kontynentach na całym świecie, głównie w strefie klimatu okołobiegunowego i umiarkowanego na półkuli północnej, ale też w równikowej Afryce, zachodniej Ameryce Południowej, w Australii i na Nowej Gwinei. W Polsce występuje jeden gatunek rodzimy – zdrojek błyszczący zwany też źródlanym (Montia fontana) oraz jeden gatunek introdukowany – zdrojek wąskolistny Montia linearis. Rośliny te rosną w miejscach mokrych.
Liście zdrojka błyszczącego są spożywane we Francji w sałatkach.

## Morfologia
PokrójRośliny nierzadko kłączowe lub rozłogowe, czasem bulwiaste, sukulentowate, nagie. Łodygi często płożące i korzeniące się w węzłach, czasem wyprostowane, zwykle rozgałęzione.
LiścieŁodygowe i czasem w rozecie przyziemnej. Skrętoległe i naprzeciwległe, u nasady mniej lub bardziej obejmujące łodygę. Blaszka liściowa od równowąskiej, poprzez lancetowatą, rombowatą do owalnej lub zaokrąglonej.
KwiatyDrobne, promieniste, choć czasem nieco asymetryczne, zebrane w kątowo lub wierzchołkowo wyrastające grona. Działki kielicha asymetryczne, płatków korony jest 5 lub są zredukowane i nieobecne, pręcików 3–5. Zalążnia owalna do kulistej, z 3 zalążkami, pojedynczą szyjką zakończoną 3 znamionami.
OwoceTorebki otwierające się 3 klapkami, zawierające od 1 do 3, kulistych i czarnych nasion. U niektórych gatunków nasiona zaopatrzone są w drobny elajosom.

## Systematyka
Dawniej (system Cronquista z 1981, system Reveala z 1999) rodzaj zaliczany był do rodziny portulakowatych (Portulacaceae), współcześnie (Reveal z 2007, APweb i systemy APG) zaliczany jest do zdrojkowatych (Montiaceae). 
Wykaz gatunków
- Montia angustifolia Heenan
- Montia australasica (Hook.f.) Pax & K.Hoffm.
- Montia biapiculata Lourteig
- Montia bostockii (A.E.Porsild) S.L.Welsh
- Montia calcicola Standl. & Steyerm.
- Montia calycina Pax & K.Hoffm.
- Montia campylostigma (Heenan) Heenan
- Montia chamissoi (Ledeb. ex Spreng.) Greene
- Montia dichotoma (Nutt.) Howell
- Montia diffusa (Nutt.) Greene
- Montia drucei (Heenan) Heenan
- Montia erythrophylla (Heenan) Heenan
- Montia fontana L. – zdrojek błyszczący, z. źródlany
- Montia howellii S.Watson
- Montia linearis (Douglas) Greene – zdrojek wąskolistny
- Montia meridensis Friedrich
- Montia parvifolia (Moc. ex DC.) Greene
- Montia racemosa (Buchanan) Heenan
- Montia sessiliflora (G.Simpson) Heenan
- Montia vassilievii (Kuzen.) McNeill